# Итаубал
Итаубал, официално Итаубал до Пиририн (на португалски: Itaubal do Piririm) е град — община в югоизточната част на бразилския щат Амапа. Общината е част от икономико-статистическия микрорегион Макапа, мезорегион Южна Амапа. Населението на общината към 2010 г. е 4267 души, а територията е 1703.793 km2 (2,5 д./km²).
Граничи с община Макапа, която го обгражда по суша на югозапад, запад и север, и с делтата на река Амазонка на юг и югозапад.

## История
Първите жители пристигат в района около 1935 година. Те са главно семейства от островите на щата Пара, търсещи добра земя и храна, като основават селището и работят основно в селското стопанство.
Произходът на името идва от вид дърво, познато като Itaúba или Mezilaurus Itauba. Дървесината му е с висока търговска стойност, но днес, поради непрестанното обезлесяване, е на изчезване в региона.
През 1940 пристигат други имигранти, които носят със себе си образа на Св. Бенедикт мавъра, светец, който оттогава става покровител на местното население. Всяка година, през втората половина на ноември се провеждат празненствата в негова чест, които мобилизират местните жители, към които се присъединяват и посетители от Макапа за участие в тържествата.
През 1988 г. Итаубал става окръг на Макапа. През 1991 г. чрез демократичен процес, губернатора на щата Анибал Барселос, през втория си мандат, насрочва референдум, относно евентуалната промяна на статута на Итаубал — от окръг на община (град). Жителите гласуват в полза и на 1 май 1992 г., е основана община Итаубал до Пиририн по силата на закон № 0005.

## Образование
Сред проектите на Плана за развитие на образованието, към бразилското Министерство на образованието, възложен на INEP (Национален институт за образователни изследвания), в Северния регион на страната, щат Амапа, обществените градски училища на територията на Итаубал, през 2005 г. получават следната оценка по IDEB (Индекс на развитие на основното образование):
| IDEB оценка, училище и място | IDEB оценка, училище и място        | IDEB оценка, училище и място |
| ---------------------------- | ----------------------------------- | ---------------------------- |
| Оценка                       | Училище                             | Място                        |
| 4,0                          | Щатско училище Уилсон Хил ди Арау̀жо | 7º                           |